# Més 324
Més 324 és un programa informatiu, d'entrevistes i de debat de Televisió de Catalunya (TVC), presentat per Marina Romero des del setembre del 2024, que s'emet de dilluns a divendres a les 10 de la nit al canal 3/24 després del Telenotícies i es reemet a TV3 a la una de la matinada, amb una mitjana de 191.000 espectadors diaris. És un espai de debat en què es confronten idees i punts de vista sobre els temes d'interès i actualitat. El seu focus principal és Catalunya, però també hi para força atenció a la resta del món, a través del debat amb diferents experts i convidats.
El Més 324 té el mateix format que el 23/24, el programa de debat del 3/24 estrenat pel seu 10è aniversari. Presentat per Agustí Esteve, s'emetia a les 11 h de la nit i tenia una hora de durada. Amb el canvi de presentadors proposat per la direcció de TVC el 2015, el programa va canviar de nom, horari i presentador, donant pas a l'actual format. Esteve passà a ser el director del canal de 24 hores de notícies català i a presentar el programa d'actualitat política de TVC Acció política.